# Peter Hanke (Politiker)

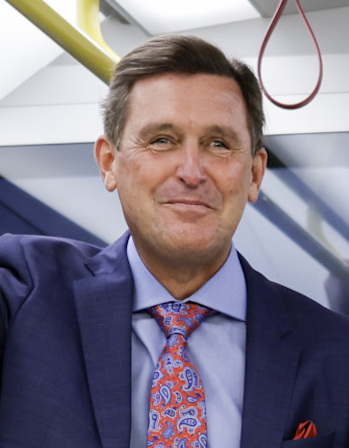
Peter Hanke (2021)

Peter Hanke (* 28. März 1964 in Wien) ist ein österreichischer Manager und Politiker (SPÖ). Seit dem 3. März 2025 ist  er Bundesminister für Innovation, Mobilität und Infrastruktur in der Bundesregierung Stocker. Von 2002 bis Mai 2018 war er Geschäftsführer der Wien Holding. Von 24. Mai 2018 bis März 2025 war er amtsführender Stadtrat von Landesregierung und Stadtsenat Ludwig I beziehungsweise Ludwig II.

## Leben
Peter Hanke ist Sohn des sozialdemokratischen Politikers Erik Hanke (1933–2025). Er maturierte 1984 an einem Wiener Realgymnasium und studierte anschließend Betriebswirtschaft an der Wirtschaftsuniversität Wien. 1992 reichte er eine Diplomarbeit mit dem Titel Citynähe und wasserseitiger Anschluss als Attraktivitätsfaktoren eines Güterverteilszentrums in Wien ein. Diese wurde positiv benotet, aber von Hanke nicht verteidigt; das Studium gilt somit als nicht abgeschlossen.
1991 begann er seine berufliche Laufbahn als Assistent der Geschäftsführung bei der ÖKO-Wien Umweltschutzprojektentwicklung und Management GmbH. Von 1993 bis Mai 2018 war er bei der Wien Holding (damals AG, später GmbH) tätig, zunächst bis 2002 als betriebswirtschaftlicher Referent mit Schwerpunkt Beteiligungscontrolling in den Bereichen Kultur, Veranstaltungen, Telekommunikation, Wohnbau und Leiter des Rechnungswesens. Außerdem war er von 1994 bis 2002 Geschäftsführer der Art Shop Vienna GmbH (später Vienna Art Trading & Entertainment GmbH) und der BIOMAY Produktions- und Handels AG, von 1996 bis 2001 Geschäftsführer der BOAS GmbH und von 2000 bis 2002 Geschäftsführer der Luftverkehrs-BeteiligungsgesmbH. Von 1996 bis 2002 war er Betriebsratsvorsitzender der Wien Holding, 2001 wurde er Prokurist und 2002 zu einem von zwei Geschäftsführern bestellt. Bei der Wien Holding war er für die Geschäftsfelder Kultur- und Veranstaltungsmanagement sowie Logistik und Mobilität verantwortlich. 2007 wurde er Vizepräsident des Verbandes der öffentlichen Wirtschaft und Gemeinwirtschaft Österreichs.
Peter Hanke wurde der Berufstitel Kommerzialrat verliehen. Er ist Mitglied im erweiterten Landesvorstand der Kinderfreunde Wien, im Lions Club Monte Laa, Vorstandsmitglied im Verein Wirtschaft für Integration und war bis 2018 Mitglied im Fachausschuss für Kongressförderung im WienTourismus.
Am 24. Mai 2018 folgte er Renate Brauner als Finanzstadtrat in Landesregierung und Stadtsenat Ludwig I nach. Von Andreas Mailath-Pokorny übernahm er außerdem den Presse- und Informationsdienst (PID) der Stadt Wien. Mit dem Wechsel Hankes in den Stadtsenat übernahm Prokuristin Doris Rechberg-Missbichler Hankes Agenden als eine von zwei Geschäftsführerinnen der Wien Holding.
Am 19. Juni 2018 wurde er zum Präsidenten von WienTourismus gewählt. In dieser Funktion folgte er ebenfalls Renate Brauner nach. Im Oktober 2018 folgte er Renate Brauner auch als Präsident des Wiener Zivilschutzverbandes „Helfer Wiens“ nach. Außerdem ist er Präsident der Wirtschaftsagentur Wien.
Um die Wiener Wirtschaft in der Corona-Krise zu unterstützen, ließ Hanke im September 2020 in seiner Funktion als Finanzstadtrat einen Corona-Hilfsfonds in Höhe von 50 bis 70 Millionen Euro bereitstellen.
In Landesregierung und Stadtsenat Ludwig II übernahm er am 24. November 2020 zusätzlich die Verantwortung für die Wiener Stadtwerke von Ulli Sima und gab den Bereich Digitalisierung an sie ab. Im Zuge der Generalversammlung des Verbands der öffentlichen Wirtschaft und Gemeinwirtschaft (VÖWG) wurde er am 1. September 2021 als Nachfolger von Renate Brauner zum Präsidenten des VÖWG gewählt.
Seit dem 3. März 2025 ist Hanke  Bundesminister für Innovation, Mobilität und Infrastruktur in der Bundesregierung Stocker. Als Stadtrat folgte ihm ab dem 3. März 2025 Ulli Sima beziehungsweise ab dem 7. März 2025 Finanzdirektor Christoph Maschek nach.

## Auszeichnungen (Auswahl)
- Großes Ehrenzeichen für Verdienste um die Republik Österreich
- 2020: Leadersnet – Krisenmanager des Jahres in der Kategorie Politik[25]